# Bendis

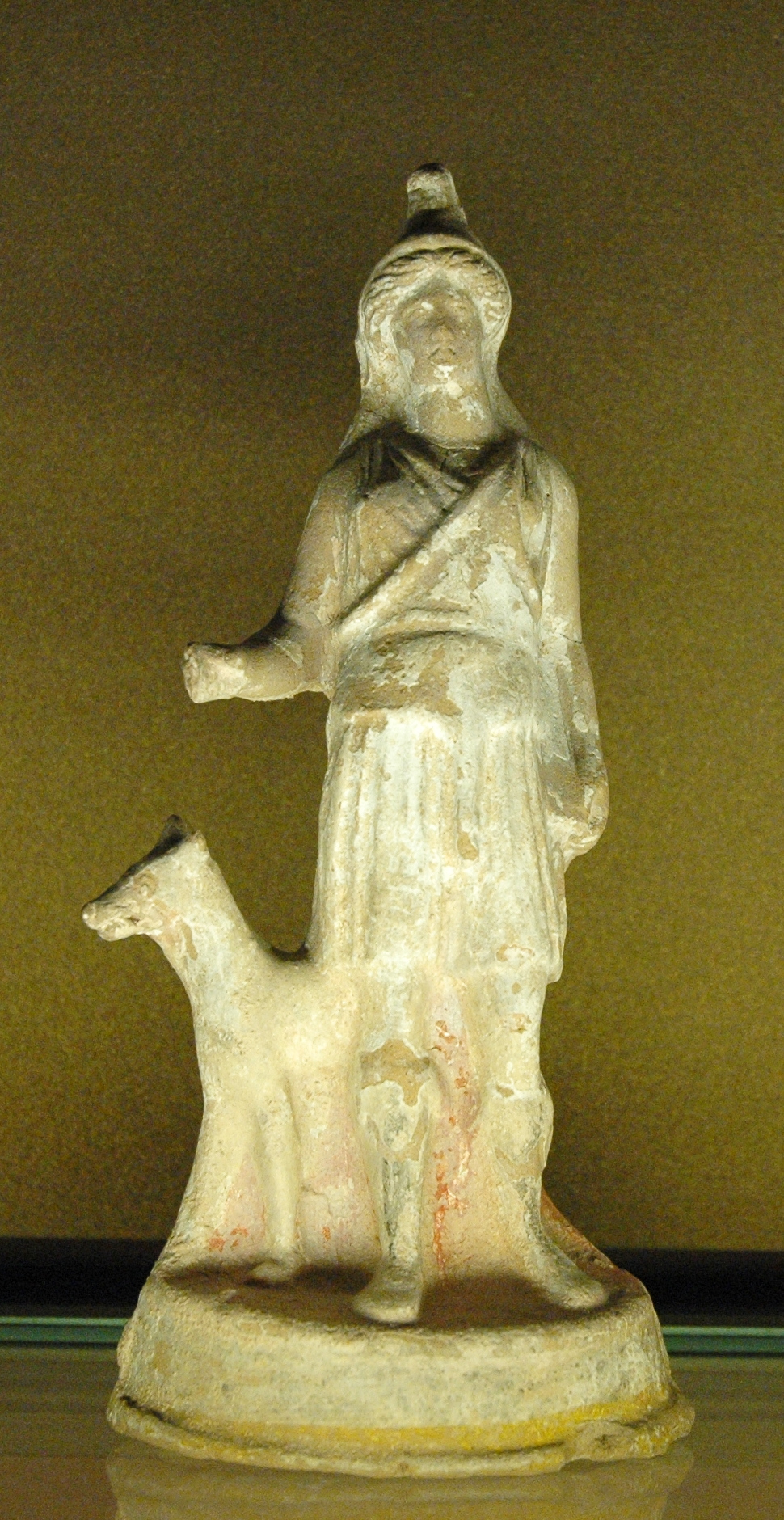
Terakotová soška identifikovaná jako Artemis-Bendis z poloviny 4. století př. n. l. (Louvre)

Bendis je thrácká bohyně. Doklady o jejím kultu v samotné Thrákii jsou však velmi sporé a nejasné, je tak známa především z řeckého prostředí, kde byla ztotožněna s Artemidou. Kromě Artemidy byla také ztotožňována s Kotys, Kybelé a Hekaté.
Kult Bendis existoval také v Athénách. Byl založen roku 429 př. n. l. Během Archidámické války kdy Athéňané povoli založení svatyně této bohyně a krátce na to vznikly státní oslavy zvané Bendideia. Prvně se konaly 19. měsíce thargélión, tedy někdy na přelomu května a června, v athénském přístavu Pireus. Slavnost zahrnovala dvě procesí, štafetu na koních s pochodněmi a vigilii. Během Bendideie se také odehrává Platónův dialog Ústava.

## Thrákie
Bohyně Bendis není zmíněna v žádném písemném pramenu týkajícím se Thrákie ani v dochovaných nápisech. Jedinou výjimkou je zmínka Tita Livia z přelomu letopočtu o jejím chrámu v blízkosti dnešní turecké İpsaly, která však informuje o jejím kultu až v době římské nadvlády. Existence tohoto chrámu také není archeologicky potvrzena. Na tuto bohyni může také odkazovat Hérodotos, který ve svých Dějinách z 5. století př. n. l. píše, že Thrákové uctívali především Área, Dionýsa a Artemidu, jestli je však Artemidou myšlena právě Bendis není jisté. Existuje několik nápisů na kterých se objevuje jméno Bendis a jména z něj odvozená jako Bendidoros nebo Bendizeta, jedná se však vždy o jména osob a nápisy nemají náboženský kontext. Pochází také až z helénistického či pozdějšího období a z oblastí ležících mezi Thrákií a Attikou jako Makedonie nebo Byzantion. Jedinou výjimkou je jedna z rekonstrukcí nápisu na ostrově Sámothraké. Jistá také není také identifikace Bendis se zobrazením bohyní na různých thráckých reliéfech. Část z nich pocházející až z doby helénismu či pozdější zobrazuje bohyni jako lovkyni odpovídající řecké Artemidě, s nápisy, které jí často označují jako kourotrofos – ochránkyni dětí. Druhá část děl, z nichž část pochází již z před-řeckého období, ale objevující se v římských dobách, vyobrazuje Velkou matku s ikonografií podobnou řecké Potnii Theron či frýžské Kybelé.